# Idalus bicolorella
Idalus bicolorella är en fjärilsart som beskrevs av Embrik Strand 1919. Idalus bicolorella ingår i släktet Idalus och familjen björnspinnare. Inga underarter finns listade i Catalogue of Life.